# Premier Division 2019-2020 (Sudafrica)
La Premier Division 2019-2020 (conosciuta come ABSA Premiership per motivi di sponsorizzazione) è stata la 24ª edizione della Premier Division dalla sua fondazione nel 1996. La stagione è iniziata nell'agosto 2019 e si è conclusa il 5 settembre 2020. I Mamelodi Sundowns, detentori del titolo, hanno vinto il loro terzo campionato consecutivo.
Il vincitore di questa stagione si è qualificato per la CAF Champions League 2020-2021 insieme alla seconda classificata, mentre la 3ª classificata e i vincitori della Nedbank Cup si sono qualificati per la Coppa della Confederazione CAF 2020-2021.

## Novità
Le seguenti squadre hanno cambiato divisione rispetto all'anno precedente: 
Lo Stellenbosch Football Club ha vinto la National First Division ed à stato promosso, prendendo il posto del
Free State Stars Football Club retrocesso.

## Squadre
Le squadre di calcio in Sudafrica tendono a utilizzare più stadi nel corso di una stagione per le partite casalinghe. La seguente tabella indicherà solo lo stadio utilizzato maggiormente dal club per le partite casalinghe.
| Squadra             | Città                        | Stadio                            | Stagione precedente                 |
| ------------------- | ---------------------------- | --------------------------------- | ----------------------------------- |
| AmaZulu             | Durban (Durban North)        | King Zwelithini Stadium           | 11º posto in Premier Division       |
| Baroka              | Polokwane                    | Peter Mokaba Stadium              | 14º posto in Premier Division       |
| Bidvest Wits        | Johannesburg (Braamfontein)  | Bidvest Stadium                   | 3º posto in Premier Division        |
| Black Leopards      | Thohoyandou                  | Thohoyandou Stadium               | 13º posto in Premier Division       |
| Bloemfontein Celtic | Bloemfontein                 | Free State Stadium                | 8º posto in Premier Division        |
| Cape Town City      | Città del Capo (Green Point) | Cape Town Stadium                 | 4º posto in Premier Division        |
| Chippa United       | Port Elizabeth               | Nelson Mandela Bay Stadium        | 12º posto in Premier Division       |
| Golden Arrows       | Durban (Lamontville)         | Princess Magogo Stadium           | 10º posto in Premier Division       |
| Highlands Park      | Johannesburg (Tembisa)       | Makhulong Stadium                 | 7º posto in Premier Division        |
| Kaizer Chiefs       | Johannesburg                 | FNB Stadium (Soccer City)         | 9º posto in Premier Division        |
| M. Sundowns         | Pretoria (Marabastad)        | Loftus Versfeld                   | Campione di Sudafrica               |
| Durban City         | Pietermaritzburg             | Harry Gwala Stadium               | 15º posto in Premier Division       |
| Orlando Pirates     | Johannesburg                 | Orlando Stadium                   | 2º posto in Premier Division        |
| Polokwane City      | Polokwane                    | Peter Mokaba Stadium              | 5º posto in Premier Division        |
| Stellenbosch        | Stellenbosch                 | Coetzenburg Stadium               | 1º posto in National First Division |
| SuperSport Utd      | Pretoria                     | Lucas Masterpieces Moripe Stadium | 6º posto in Premier Division        |

## Stagione regolare

### Classifica Finale
|  | Pos. | Squadra             | Pt | G  | V  | N  | P  | GF | GS | DR  |
|  | ---- | ------------------- | -- | -- | -- | -- | -- | -- | -- | --- |
|  | 1.   | M. Sundowns         | 59 | 30 | 17 | 8  | 5  | 42 | 22 | +20 |
|  | 2.   | Kaizer Chiefs       | 57 | 30 | 17 | 6  | 7  | 48 | 27 | +21 |
|  | 3.   | Orlando Pirates     | 52 | 30 | 14 | 10 | 6  | 40 | 29 | +11 |
|  | 4.   | Bidvest Wits        | 52 | 30 | 14 | 10 | 6  | 33 | 22 | +11 |
|  | 5.   | SuperSport Utd      | 50 | 30 | 14 | 8  | 8  | 43 | 26 | +17 |
|  | 6.   | Cape Town City      | 42 | 30 | 11 | 9  | 10 | 40 | 37 | +3  |
|  | 7.   | Maritzburg          | 42 | 30 | 10 | 12 | 8  | 29 | 27 | +2  |
|  | 8.   | Bloemfontein Celtic | 39 | 30 | 9  | 12 | 9  | 43 | 39 | +4  |
|  | 9.   | Highlands Park      | 39 | 30 | 9  | 12 | 9  | 31 | 35 | -4  |
|  | 10.  | Stellenbosch        | 36 | 30 | 9  | 9  | 12 | 26 | 34 | -8  |
|  | 11.  | Chippa United       | 34 | 30 | 8  | 10 | 12 | 18 | 26 | -8  |
|  | 12.  | Golden Arrows       | 34 | 30 | 8  | 10 | 12 | 23 | 35 | -12 |
|  | 11.  | AmaZulu             | 30 | 30 | 7  | 9  | 14 | 20 | 33 | -13 |
|  | 12.  | Baroka              | 29 | 30 | 7  | 8  | 15 | 19 | 28 | -9  |
|  | 15.  | Black Leopards      | 29 | 30 | 8  | 5  | 17 | 27 | 44 | -17 |
|  | 16.  | Polokwane City      | 25 | 30 | 7  | 4  | 19 | 25 | 43 | -19 |

Legenda:
      Campione di Sudafrica e ammessa CAF Champions League 2021-2022.
      Ammessa alla CAF Champions League 2021-2022.
      Ammessa alla Coppa della Confederazione CAF 2021-2022.
      Ammessa ai play-off promozione/retrocessione.
      Retrocessa in National First Division 2021-2022.
Note:
Tre punti a vittoria, uno a pareggio, zero a sconfitta.
La classifica viene stilata secondo i seguenti criteri:
- Punti conquistati
- Differenza reti generale
- Reti totali realizzate
- Punti conquistati negli scontri diretti
- Differenza reti negli scontri diretti
- Minor numero di cartellini rossi ricevuti
- Minor numero di cartellini gialli ricevuti
- Sorteggio

### Spareggio promozione/retrocessione
Allo spareggio accedono la penultima classificata della Premier e la seconda e terza della National First Division.
Le squadre si affrontano in un girone all'italiana di andata e ritorno, con la vincente che andrà nella Premier Division 2020-2021 e le rimanenti due nella National First Division 2020-2021.

#### Classifica
|  | Pos. | Squadra        | Pt | G | V | N | P | GF | GS | DR |
|  | ---- | -------------- | -- | - | - | - | - | -- | -- | -- |
|  | 1.   | Black Leopards | 12 | 4 | 4 | 0 | 0 | 8  | 2  | +6 |
|  | 2.   | Ajax Cape Town | 6  | 4 | 2 | 0 | 2 | 8  | 6  | +2 |
|  | 3.   | Tshakhuma      | 0  | 4 | 0 | 0 | 4 | 5  | 13 | -8 |

Legenda:
      Promossa alla Premier Division 2017-2018.
      Retrocesse nella National First Division 2017-2018.
Note:
Tre punti a vittoria, uno a pareggio, zero a sconfitta.
In caso di arrivo di due o più squadre a pari punti, la graduatoria finale verrà stilata secondo la classifica avulsa tra le squadre interessate che prevede, in ordine, i seguenti criteri:
- Punti negli scontri diretti
- Differenza reti negli scontri diretti
- Differenza reti generale
- Reti realizzate in generale
- Sorteggio

Fonte: 